# Roosh V

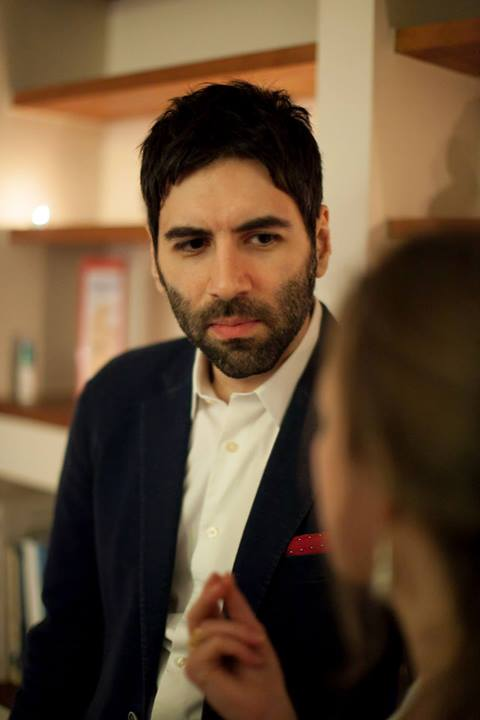
Daryush Valizadeh, 2014

Daryush Valizadeh (* 14. Juni 1979 in Maryland), auch Roosh V, ist ein amerikanischer Blogger, Maskulinist, Pick-Up-Artist und Buchautor. Er veröffentlicht im Eigenverlag Bücher, in denen Männern Tipps gegeben werden, wie sie „Sex mit Frauen in verschiedenen Ländern haben können“.

## Leben
Valizadeh ist der Sohn von Einwanderern. Sein Vater stammt aus dem Iran, seine Mutter ist Armenierin. Nach der Scheidung seiner Eltern wuchs er bei seiner Mutter in Maryland auf.
Valizadeh studierte an der University of Maryland Mikrobiologie.
Seit 2019 wendet sich Valizadeh stärker seinem armenischen apostolischen Glauben zu und grenzt sich von einigen seiner früheren Ansichten ab, wie der Propagierung von außerehelichem Geschlechtsverkehr.

## Positionen

### Vergewaltigung
Valizadeh vertritt ein normatives Geschlechterkonzept, das männliche Gewalt gegen Frauen teilweise legitimiert.
Im Februar 2015 veröffentlichte Valizadeh einen Artikel auf seiner Seite, in dem er die Legalisierung von Vergewaltigungen auf Privatgelände vorschlägt. Wenn Vergewaltigung nur im öffentlichen Raum eine Straftat wäre, so Valizadeh, dann würde eine Frau ihren Körper so schützen wie „ihre Geldbörse oder ihr Smartphone“ und nie ohne Begleitung bei einem Mann sein, mit dem sie keinen Sex haben will. So ließe sich Vergewaltigung seiner Meinung nach stoppen.
Für den 6. Februar 2016 rief er auf seiner Seite Return of Kings zum internationalen „Meet-Up-Day“ auf, der laut Valizadeh in 43 Ländern stattfinden sollte. An dem Tag sollen sich weltweit Männer, die sich von seinen Ideen und Aussagen wie seiner Forderung nach der Straffreiheit von Vergewaltigung angesprochen fühlen, treffen und sich austauschen. Valizadeh ging es darum, auf eine vermeintliche Verantwortung von Frauen, nicht vergewaltigt zu werden, aufmerksam zu machen und Vergewaltigungen auf Privatbesitz zu erlauben. Frauen sowie trans und schwulen Männern verbot Valizadeh, an den Treffen teilzunehmen. Von unterschiedlichsten Gruppen wurden Proteste angekündigt. Valizadeh gab bekannt, dass er Demonstrantinnen fotografieren würde, um ihre Fotos später ins Internet zu stellen.
Valizadeh wollte an dem Tag selbst in Australien sein. Auf Anweisung des Immigrationsministers Peter Dutton überwacht das Department of Immigration seine Aktivitäten. Seine Anhänger planten an dem Tag „Stammestreffen“ („tribal meetings“) in Sydney, Melbourne, Brisbane und Perth. Valizadeh kündigte an, mit seiner Yacht von Indonesien oder Osttimor nach Australien zu gelangen. Weil er die Sicherheit und Privatsphäre der teilnehmenden Männer nicht garantieren könne, sagte er seinen Australienbesuch jedoch am Tag zuvor ab.
Anhänger in Deutschland kündigten sieben Treffen in Aachen, Berlin, Frankfurt am Main, Hamburg, München, Nürnberg und Würzburg an.

### Feminismus
Im März 2012 zählte das Southern Poverty Law Center (SPLC) Valizadehs Blog zu den frauenfeindlichen Seiten im Internet, denen es darum gehe, Frauen, insbesondere US-amerikanische Frauen und Feministinnen, anzugreifen. Dort prahlt er unter anderem mit seinen sexuellen Eroberungen und schreibt über „American cunts who I want to hate fuck“ (dt. „amerikanische Fotzen, die ich hassficken will“). In einem Interview mit einem Washington-Times-Projekt behauptete er, der Feminismus habe als Vermächtnis schwache, androgyne Männer zurückgelassen.
Valizadeh ist der Auffassung, dass eine „Vergewaltigungshysterie“ herrsche und weiße, heterosexuelle Männer wie Kriminelle behandelt und systematisch diskriminiert würden. Schuld daran sei die „Feminismus- und Gender-Mafia“.

### Judentum
Im Mai 2015 veröffentlichte Valizadeh einen Artikel auf seiner Online-Plattform Return of Kings mit dem Titel „The Damaging Effects Of Jewish Intellectualism And Activism“ (dt.: „Die schädlichen Auswirkungen des jüdischen Intellektualismus und Aktivismus“). In dem Artikel zitiert er ausführlich aus einem Buch Kevin B. MacDonalds, in dem unter anderem die These aufgestellt wird, Juden seien an vielen politisch linken Bewegungen beteiligt und hätten so der westlichen Kultur geschadet. Feminismus sieht Valizadeh als eine jüdische Idee und die Mehrzahl dessen, was er an der westlichen Kultur kritisiert, sei durch intellektuelle jüdische Bewegungen eingeleitet worden. Die Anti-Defamation League beschrieb Valizadehs Artikel als eine Mischung aus Frauenhass und Antisemitismus.

## Return of Kings
2012 gründete er das Online-Portal Return of Kings. Return of Kings gilt als eine Seite der amerikanischen Männerrechtsbewegung. Dort schreiben er und andere Blogger über „neomaskuline“ und verwandte Themen. Dabei richtet er sich an ein heterosexuelles männliches Publikum, will das maskuline Mannsein im Verständnis von Valizadeh wieder zurückbringen und sieht den Mann im Geschlechterkampf als bisher unterlegen an.
Die Seite beschreibt sich als ein „Blog für heterosexuelle, maskuline Männer“. Frauen und homosexuellen Männern wird stark davon abgeraten, ihre Meinung auf der Seite zu äußern (“Women and homosexuals are strongly discouraged from commenting here”).
Im Mai 2015 rief Return of Kings zum Boykott des Films Mad Max: Fury Road auf. Die Schauspielerin Charlize Theron habe in dem Kinotrailer viel gesprochen, deshalb sei der Film „feministische Propaganda“, die nur den Anschein habe, ein Männerfilm zu sein. Im Dezember 2015 beteiligte sich Return of Kings an einem Boykott des Films Star Wars: Das Erwachen der Macht. Als Grund wurde genannt, dass die Hauptrollen mit einer Frau und einem schwarzen Mann besetzt wurden. Return of Kings behauptete später, dass der Film wegen des Boykotts 4,2 Mio. US-Dollar weniger eingenommen habe.

## Rezeption
Valizadehs Thesen und Aussagen werden teilweise als anti-feministisch beschrieben.

## Bücher (Auswahl)
- 2007 Bang: More Lays in 60 Days
- 2010 Bang Colombia: Textbook On How To Sleep With Colombian Women
- 2011 Bang Iceland: How To Sleep With Icelandic Women
- 2011 Don’t Bang Denmark: How To Sleep With Danish Women In Denmark (If You Must)
- 2012 Bang Estonia: How To Sleep With Estonian Women In Estonia
- 2012 Bang Poland: How To Make Love With Polish Girls In Poland
- 2012 Bang Ukraine: How To Sleep With Ukrainian Women In Ukraine
- 2012 30 Bangs: The Shaping of one Man’s Game from patient Mouse to Rabid Wolf